# 五松駅
五松駅（オソンえき）は、大韓民国忠清北道清州市興徳区五松邑にある、韓国鉄道公社（KORAIL）の駅である。

## 概要
1921年に開業したが、旅客需要不足のために1983年に旅客取り扱いを中止し、貨物のみ扱われてきた。しかし、開業してから89年後の2010年11月1日、京釜高速線2期区間の開通とともに在来線とKTXとの乗り換え駅として改築された。
駅自体は清州市にあるが、世宗特別自治市に近いため同市の玄関口にもなっている。政府世宗庁舎の開庁などで利用者が増加傾向になっており、利便性を高めるために2013年4月22日からはバス・ラピッド・トランジット（BRT）として世宗市BRTが同駅から大田都市鉄道1号線の盤石駅までの間で運行されている。

### 乗り入れ路線
当駅に乗り入れる路線はKTXの京釜高速線と湖南高速線、在来線の忠北線と五松線の4路線である。湖南高速線は当駅で京釜高速線から分岐している（実際の湖南高速線起点は当駅の0.7km北にある）。
2012年11月1日現在、全ての忠北線の列車と1日59本-64本のKTX列車が停車している。停車するKTXのほとんどは京釜高速線系統で、湖南高速鉄道系統の列車は、1日9本と少ない。

## 歴史
- 1921年11月1日 - 停留場として営業開始[4]。
- 1972年7月20日 - 配置簡易駅から無配置簡易駅に格下げ[5]。
- 1974年3月11日 - 小貨物取り扱い中止。
- 1974年12月5日 - 廃止[6]。
- 1977年9月5日 - 忠北線複線化と同時に駅舎を新築、普通駅として再開業[7]。
- 1983年2月1日 - 旅客列車の客扱いを中止。貨物専用駅となる。
- 2008年6月25日 - KTX五松駅の着工式が行われる。
- 2010年
  - 10月28日 - KTX2期区間開通と共に新駅舎竣工式が行われる。
  - 11月1日 - 韓国高速鉄道京釜高速線の駅が開業し、それに合わせ旅客列車の客扱いを再開。単独管理駅となる。
- 2011年7月 - 単独管理駅ではなくなる。
- 2012年
  - 9月 - 当駅から盤石駅までを結ぶバイモーダルトラム（朝鮮語版）（BRT）の運行を開始。
  - 12月 - 管理駅から配置簡易駅に格下げ。
- 2013年
  - 4月22日 - バイモーダルトラムによる運転を中止、車種を現代ブルーシティ（朝鮮語版）に代えて世宗市BRTの正式運行を開始。
  - 5月15日 - 中部内陸循環列車（O-train）が当駅に停車となる。
- 2014年8月18日 - 太白駅列車衝突事故（朝鮮語版）を受け中部内陸循環列車の運転を中止
- 2015年4月2日 - 湖南高速線の営業使用開始。

## 駅構造

### KTX・SRT
島式ホーム4面10線（その内4線は通過線）を有する高架駅。

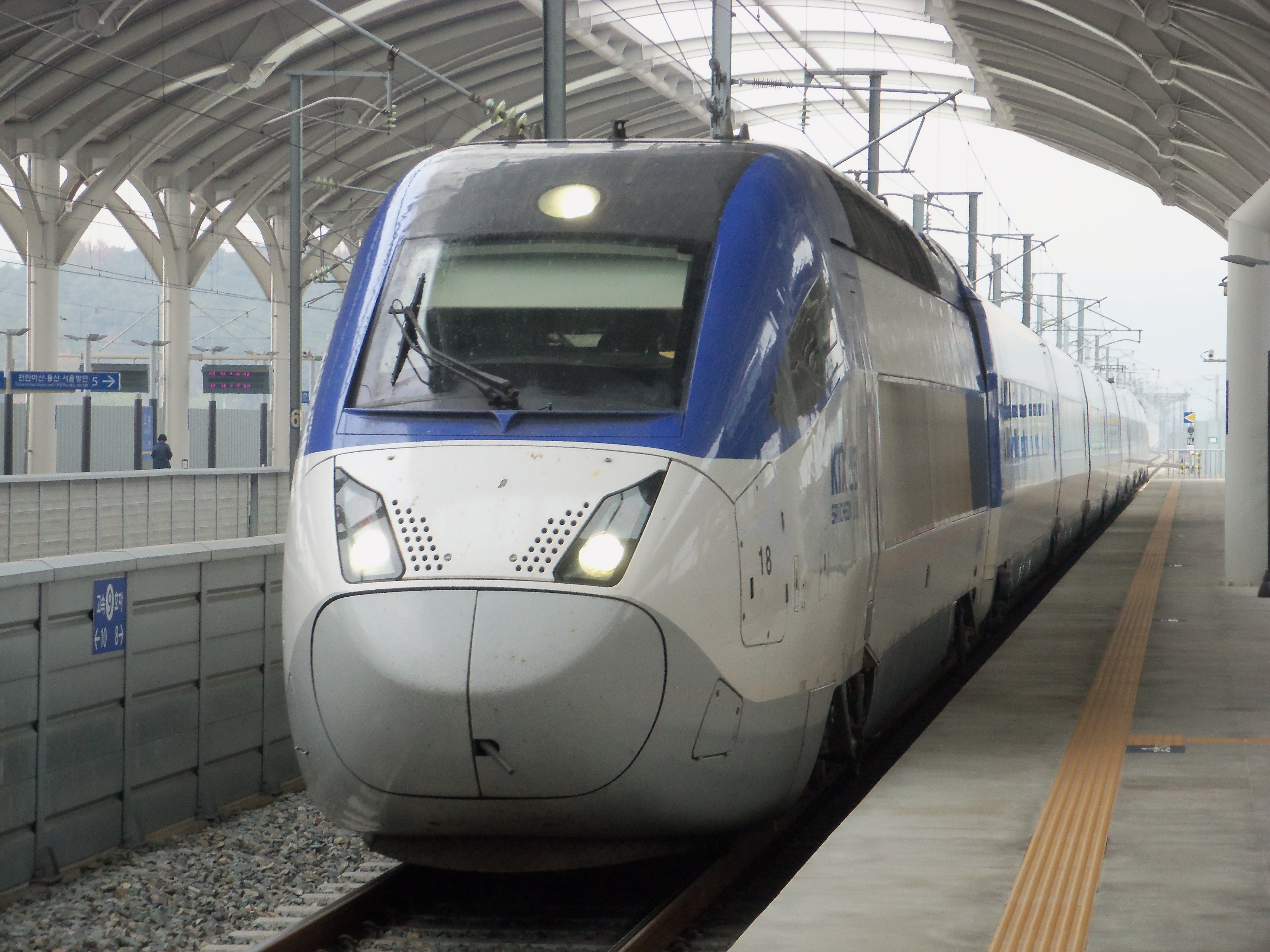
KTXホームに停車するKTX-山川

#### のりば
| 1・2 | 湖南高速線                 | KTX・SRT | 木浦方面         |
| 1・2 | 全羅線                     | KTX      | 麗水エキスポ方面 |
| 3・4 | 京釜高速線                 | KTX・SRT | 釜山方面         |
| 3・4 | 湖南線                     | KTX      | 木浦方面         |
| 3・4 | 東海線                     | KTX      | 浦項方面         |
| 3・4 | 慶全線                     | KTX      | 晋州方面         |
| 5・6 | 京釜高速線・東海線・慶全線 | KTX      | 幸信方面         |
| 5・6 | 京釜高速線                 | SRT      | 水西方面         |
| 7・8 | 湖南高速線・湖南線・全羅線 | KTX      | 幸信方面         |
| 7・8 | 湖南高速線                 | SRT      | 水西方面         |

### 忠北線
島式ホーム2面4線を有する地上駅で橋上駅舎を有する。

#### のりば
| 11・12 | 忠北線・京釜線 | ムグンファ号 | 鳥致院・大田・金泉・東大邱方面 |
| 11・12 | 忠北線・京釜線 | ムグンファ号 | ソウル・永登浦・水原・天安     |
| 13・14 | 忠北線・中央線 | ムグンファ号 | 清州・忠州・堤川・栄州         |

## 利用状況
| 年度   | 年度 | 年度 | 五松駅利用人員 | 五松駅利用人員 | 五松駅利用人員 | 五松駅利用人員 |
| 年度   | 年度 | 年度 | KTX            | 忠北線         | 五松線         |                |
| ------ | ---- | ---- | -------------- | -------------- | -------------- | -------------- |
| 2010年 | 下り | 乗車 | 31,472         | 2,954          | 終着           |                |
| 2010年 | 下り | 降車 | 46,055         | 2,644          | 614            |                |
| 2010年 | 上り | 乗車 | 49,936         | 2,760          | 665            |                |
| 2010年 | 上り | 降車 | 29,699         | 2,835          | 始発           |                |
| 2011年 | 下り | 乗車 | 194,915        | 25,611         | 終着           |                |
| 2011年 | 下り | 降車 | 338,231        | 25,406         | 6,812          |                |
| 2011年 | 上り | 乗車 | 359,487        | 27,422         | 6,484          |                |
| 2011年 | 上り | 降車 | 189,033        | 26,878         | 始発           |                |
| 2012年 | 下り | 乗車 |                |                |                |                |
| 2012年 | 下り | 降車 |                |                |                |                |
| 2012年 | 上り | 乗車 |                |                |                |                |
| 2012年 | 上り | 降車 |                |                |                |                |
| 2012年 | 計   | 計   | 1,493,369      |                |                |                |

## 駅周辺
- 五松邑住民センター
- 五松高速鉄道施設事務所
- 五松生命科学団地（朝鮮語版）
- MBC中部圏取材センター
- 食品医薬品安全処
- 疾病管理本部
- ホテル 五松ステイ
- ビンセントホテル

## 隣の駅
| <- 上り(7、8番ホーム) | 五松                | 下り(1、2番ホーム) ->          |
| --------------------- | ------------------- | ------------------------------ |
| 天安牙山 (幸信方面)   | ■KTX湖南高速線      | 公州 (木浦 · 麗水エキスポ方面) |
| <- 上り(5、6番ホーム) | 五松                | 下り(3、4番ホーム) ->          |
| 天安牙山 (幸信方面)   | ■KTX京釜高速線      | 大田 (東大邱 · 釜山方面)       |
| <- 上り(5、6番ホーム) | 五松                | 下り(3、4番ホーム) ->          |
| 天安牙山 (幸信方面)   | ■KTX湖南線直結      | 西大田 (論山 · 益山方面)       |
| <- (11、12番ホーム)   | 五松                | (13、14番ホーム) ->            |
| 鳥致院 (大田方面)     | ■忠北線             | 清州 (堤川方面)                |
| <- (11、12番ホーム)   | 五松                | (13、14番ホーム) ->            |
| 全義 (ソウル方面)     | ■京釜線直結 ■忠北線 | 清州 (堤川方面)                |